# Harald von Toll

Harald Baron Toll, Porträt um 1900

Baron Harald Alexander Christian von Toll (russisch Харальд Александр Кристиан фон Толь; * 5. Maijul. / 17. Mai 1848greg. in Kuckers; † 9. Septemberjul. / 22. September 1909greg. in Reval) war ein deutschbaltischer Ritterschaftssekretär und Stadtverordneter in Reval.

## Leben

### Herkunft und Familie
Harald war Angehöriger des Adelsgeschlechts der Barone von Toll. Er war ein Sohn des russischen Obersts und estländischen Landrats Robert Baron Toll (1802–1876) und der Marie, geb. Gräfin von Igelström (1818–1869), Tochter des russischen Generalmajors Alexander von Igelström († 1855).
Die 1880 mit Alexandra Marie von Tobiesen (1854–1899), Tochter des russischen Vizeadmirals und Portkommandeurs von Reval Johannes von Tobiesen (1808–1899), geschlossene Ehe blieb kinderlos.

### Werdegang
Toll besuchte von 1858 bis 1860 und von 1862 bis 1870 die Revaler Domschule sowie zwischenzeitlich in den Jahren 1860 bis 1862 eine Privatschule in Reval. Er studierte von 1870 bis 1876 Jurisprudenz an der Kaiserlichen Universität Dorpat, wo er 1873 eine goldene Preismedaille gewann.
Hiernach widmete er sich als Landwirt der Gutswirtschaft auf seinem Erbgut Kuckers unternahm aber auch Studienreisen in Deutschland. von 1878 bis 1899 war er Sekretär der Estländischen Ritterschaft sowie von 1878 bis 1885 Stadtverordneter in Reval. Er war 1881 Delegierter der Estländischen Ritterschaft bei der Estländischen Zentral-Zählungskommission und seit 1883 auch Glied des Estländischen Statistischen Komitees, zudem ebenfalls seit 1883 Sekretär und seit 1899 ständiges Glied der Estländischen Ritterschafts Matrikelkommission.
Toll bearbeitete Geschichte und Genealogien der meisten Geschlechter der Estländischen Ritterschaft. Er war seit 1887 korrespondierendes Mitglied der Gelehrten Estnischen Gesellschaft in Dorpat und seit 1894 der Gesellschaft für Geschichte und Altertumskunde der Ostseeprovinzen Russlands in Riga, sowie Ehrenmitglied der Ehstländischen Literärischen Gesellschaft.